# Gare de Culmont - Chalindrey
La gare de Culmont - Chalindrey est une gare ferroviaire française de la ligne de Paris-Est à Mulhouse-Ville, située sur les territoires des communes de Chalindrey et de Culmont, dans le département de la Haute-Marne, en région Grand Est.
Elle est mise en service en 1858, par la Compagnie des chemins de fer de l'Est.
C'est une gare de la Société nationale des chemins de fer français (SNCF), desservie par des Intercités et des trains régionaux du réseau TER Grand Est. Nœud ferroviaire, elle est jouxtée par un dépôt.

## Situation ferroviaire
Établie à 332 mètres d'altitude, la gare de Culmont - Chalindrey est située au point kilométrique (PK) 307,627 de la ligne de Paris-Est à Mulhouse-Ville, entre les gares ouvertes de Langres et Vesoul.
Gare de bifurcation, elle est l'origine de la ligne de Culmont - Chalindrey à Toul et de la ligne de Culmont - Chalindrey à Gray (fermée). Elle est également l'aboutissement, au PK 390,773 (chaînage depuis Paris-Gare-de-Lyon), de la ligne d'Is-sur-Tille à Culmont - Chalindrey, dont l'une des deux voies est reliée à la ligne Paris – Mulhouse par l'intermédiaire d'un saut-de-mouton à voie unique (comprenant un viaduc en courbe de 70 arches, mis en service en 1933) ; ce dernier est désormais neutralisé.

## Histoire
La gare de Culmont - Chalindrey est située sur le tracé de la ligne de Paris à Mulhouse. Elle est mise en service le 22 février 1858, par la Compagnie des chemins de fer de l'Est, lors de l'ouverture de la section entre les gares de Langres et de Vesoul.
La commune de Chalindrey, à l'origine un village isolé du plateau de Langres, connaît par la suite une croissance démographique continue liée à l'installation de cheminots (de la Compagnie de l'Est puis de la SNCF), du fait de l'importance géographique du site, qui, à la croisée de deux lignes — radiale Paris – Mulhouse et transversale Nancy – Dijon, s'est vu adjoindre un dépôt de locomotives développé dès 1858. En effet, elle passe de 1 100 habitants en 1880 à un maximum de 3 487 en 1968.
Dans la nuit du 12 au 13 juillet 1944, le nœud ferroviaire est lourdement bombardé par les Alliés, dans le but de ralentir les renforts allemands à la suite du débarquement de Normandie. L'importance des destructions nécessite notamment la reconstruction du bâtiment voyageurs, dans les années 1950 ; un passage souterrain est concomitamment créé.
En 1964, l'électrification de l'artère Nord – Sud (à l'exception du saut-de-mouton situé sur le viaduc en courbe) entraîne l'allongement des quais de la gare, et la fusion des quatre anciens postes d'aiguillage en deux nouveaux postes de technologie alors plus moderne.
La relation de Reims à Nice, en train Lunéa, est arrêtée depuis le 14 décembre 2008. Un TER Reims – Culmont - Chalindrey était en correspondance avec l'Intercités de nuit Luxembourg – Nice, en substitution de cette relation. Depuis le 13 décembre 2009, le train de nuit Metz – Cerbère – Portbou, circulant le week-end, était amorcé à Luxembourg. Cependant, ces deux derniers trains nocturnes sont à leur tour supprimés en juin 2016.
Depuis le 11 décembre 2011, la gare était desservie par le TGV Metz – Marseille, qui se substituait à un train classique ; il fut remplacé par le TGV Metz – Nice en 2016. Cette desserte est supprimée à l'occasion du service annuel 2019 (commençant le 9 décembre 2018), pour une durée estimée à cinq ans, en raison de travaux d'agrandissement de la gare de Lyon-Part-Dieu ; une substitution par TER est alors mise en place entre Nancy et Dijon, où s'effectue la correspondance avec les TGV vers Lyon et au-delà. Finalement, ledit TGV n'est pas restauré, mais un Intercités Nancy – Dijon – Lyon-Perrache circule depuis décembre 2024 ; il s'agit du prélude à une liaison Metz – Lyon prévue en 2029,.
En 2017, le nœud ferroviaire de Chalindrey est emprunté par 150 circulations quotidiennes (voyageurs et fret) les jours ouvrés. Par ailleurs, les Intercités Paris – Troyes – Belfort – Mulhouse sont devenus des TER en septembre 2018.

### Fréquentation
Selon les estimations de la SNCF, la fréquentation annuelle de la gare figure dans le tableau ci-dessous.
| Année               | 2015    | 2016   | 2017   | 2018   | 2019   | 2020   | 2021   | 2022   | 2023   | 2024    |
| ------------------- | ------- | ------ | ------ | ------ | ------ | ------ | ------ | ------ | ------ | ------- |
| Nombre de voyageurs | 100 673 | 76 315 | 78 547 | 64 635 | 60 945 | 35 598 | 49 367 | 73 190 | 82 318 | 112 123 |

## Service des voyageurs

### Accueil
Gare de la SNCF, elle dispose d'un bâtiment voyageurs, avec guichet, ouvert tous les jours. Elle est équipée d'un distributeur de titres de transport TER, d'une salle d'attente et de toilettes. Pour son accessibilité, un service d'assistance y est proposé.

### Desserte
Culmont - Chalindrey est desservie par l'Intercités Nancy-Ville – Dijon-Ville – Lyon-Part-Dieu – Lyon-Perrache.
La gare est aussi desservie par des trains du réseau TER Grand Est, sur la relation Paris-Est – Troyes – Culmont - Chalindrey. Une partie de ces trains continuent vers Dijon-Ville, ou surtout vers Belfort et Mulhouse-Ville (via Vesoul). En outre, certaines missions sont à destination de Vittel (uniquement les vendredis, dimanches et jours fériés). Par ailleurs, cette gare est également un arrêt sur les liaisons Reims / Troyes – Chaumont – Culmont - Chalindrey – Dijon-Ville et Nancy-Ville – Toul – Neufchâteau – Culmont - Chalindrey – Dijon-Ville.

### Intermodalité
Un parc pour les vélos et un parking sont aménagés aux abords de la gare.
Elle permet des correspondances avec les autocars des relations de Culmont - Chalindrey à Vesoul, Gray, mais aussi Is-sur-Tille (réseau Mobigo de la région Bourgogne-Franche-Comté).

## Service des marchandises
La gare dispose de voies de service, et dessert une installation terminale embranchée.

## Dépôt de Chalindrey
Le dépôt de Chalindrey, équipé d'un technicentre (s'occupant notamment, en 2017, des dernières locomotives CC 72100 et CC 72000), ainsi que d'une rotonde de type P en béton armé, est établi à proximité de la gare, en bordure de la courbe de la ligne vers Dijon,,. Ce dépôt était initialement situé dans les emprises de la gare voyageurs, mais cet emplacement ne fut que provisoire, du fait que ses installations (alors rudimentaires) ne suffirent rapidement plus en raison du développement de l'étoile ferroviaire au XIXe siècle.
Début 2014, la rotonde fut reconvertie en un centre de démantèlement et de désamiantage — notamment de voitures Corail, par GeoWaste (filiale de la SNCF). Le 7 avril 2016, un important incendie s'y est déclaré ; il a donc été fermé définitivement. La rotonde obtient par ailleurs, en 2015, le label « Patrimoine du XXe siècle », la reconnaissant comme un patrimoine industriel remarquable ; cela n'a pas empêché la SNCF de proposer sa démolition début 2018. Des travaux de reconstruction (le bâtiment gardera néanmoins des séquelles), pour un coût d'un million d'euros, ont été engagés par la suite.
Un nouveau centre de démantèlement et de désamiantage, toujours de voitures Corail, devait voir le jour fin 2020 sur un site voisin ; en janvier 2021, il est en service. La SNCF a lancé un marché pour la déconstruction de 1 300 voitures en onze ans ; l'entreprise DI Environnement a décroché ce contrat.

## Galerie de photographies

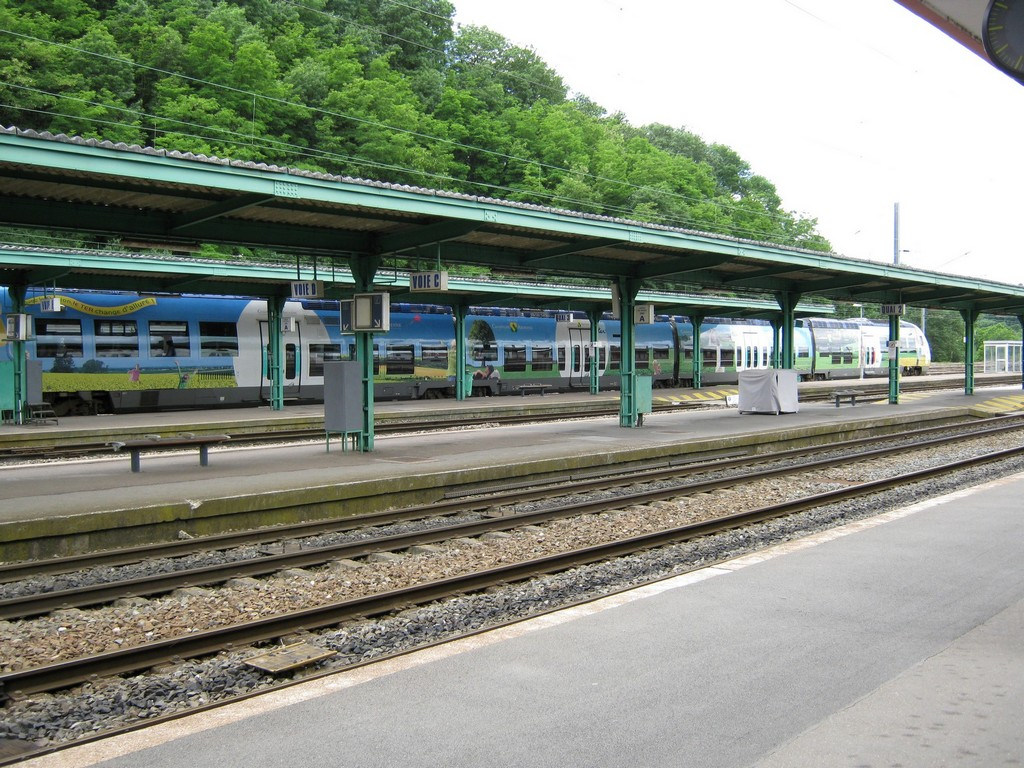
Voies et quais, avec une rame AGC.
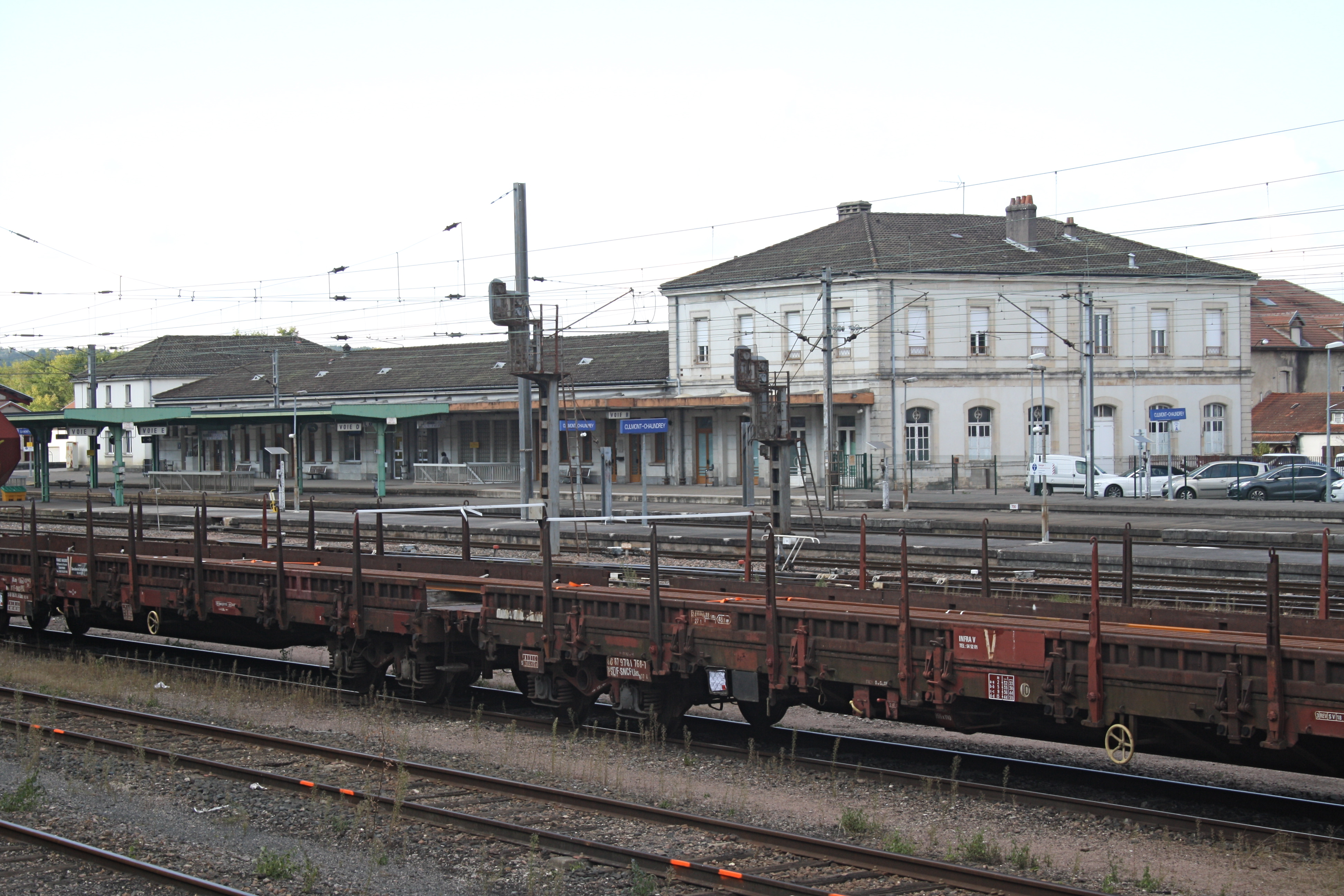
Aperçu d'une partie des voies de service, des voies à quai et du bâtiment voyageurs.
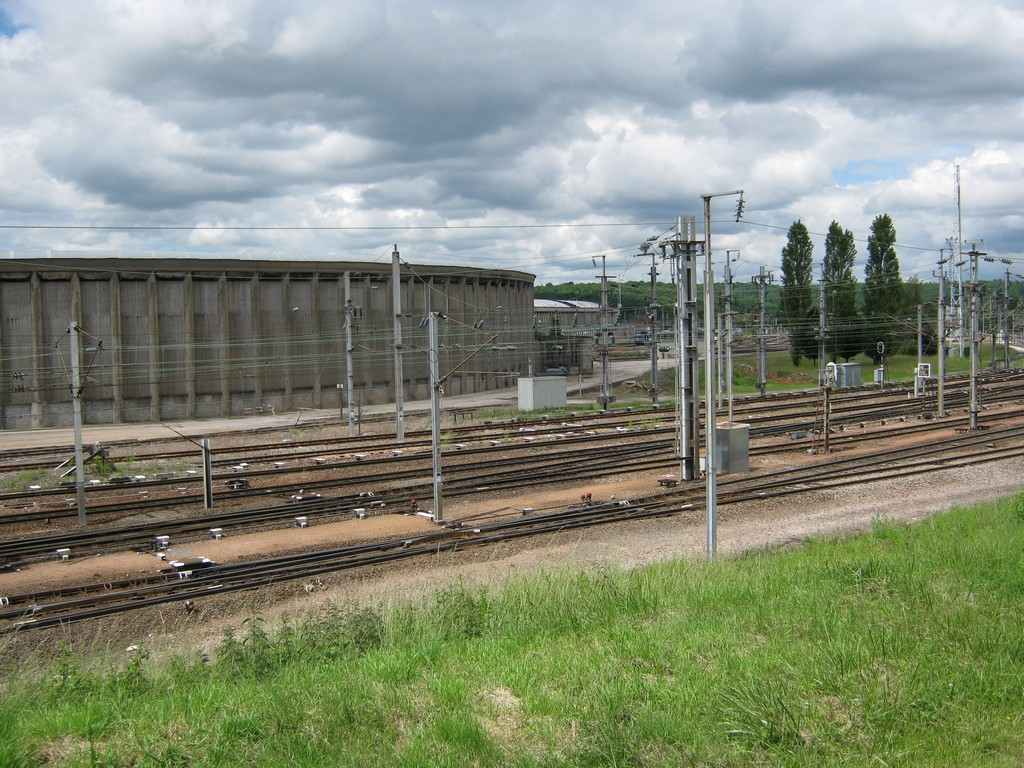
Aperçu de la rotonde du dépôt, vue de l'arrière.
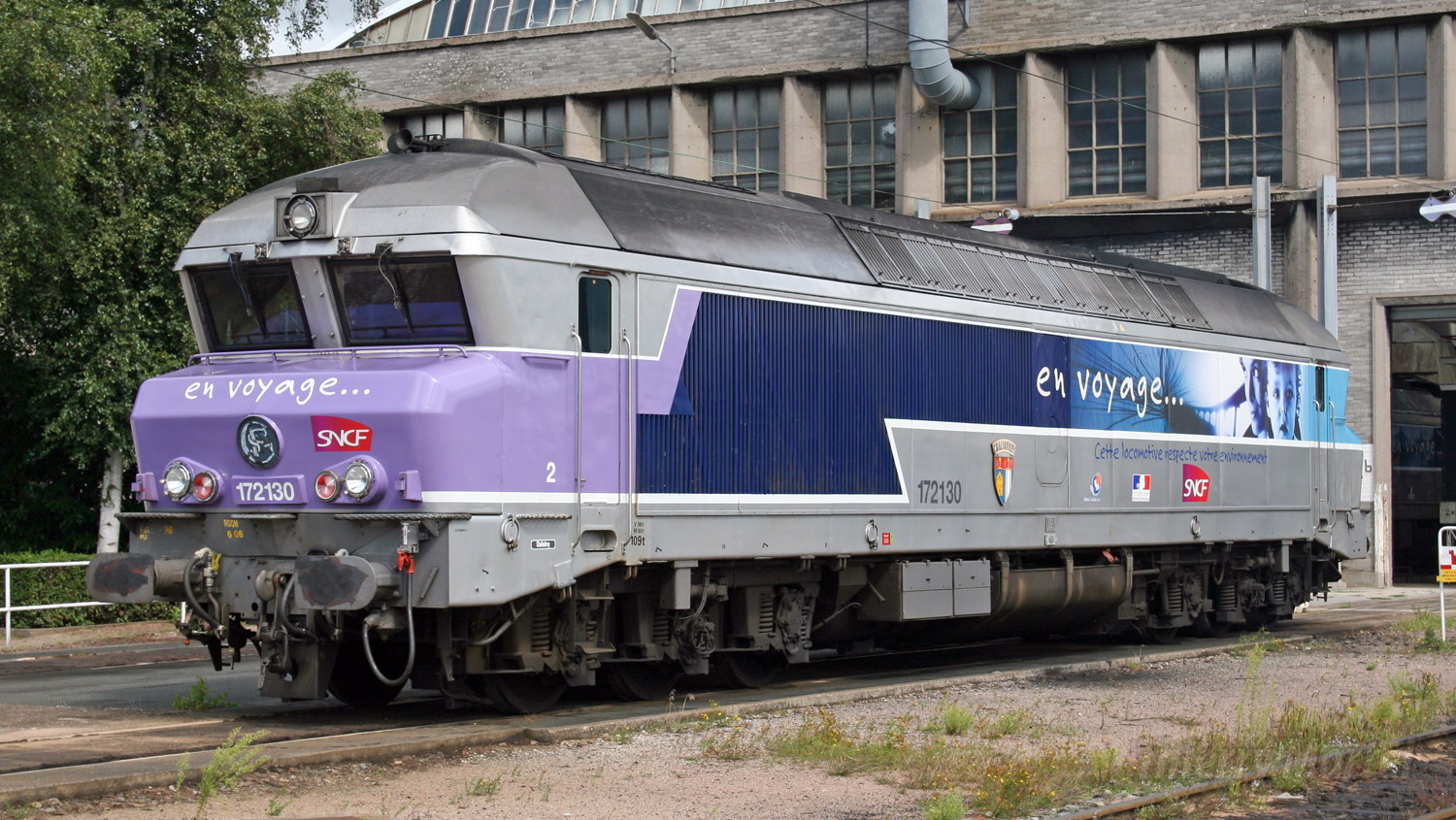
La CC 72130 (radiée en 2017), stationnant au dépôt.